# Canta y sé feliz
"Canta y sé feliz"  (em português: "Canta e sê feliz") foi a canção que representou a Espanha no Festival Eurovisão da Canção 1974 em Brighton, Inglaterra, Reino Unido. Foi cantada em espanhol por Peret. A canção era do próprio Peret (creditada com o seu nome verdadeiro: Pedro Pubill Calaf) e foi orquestrada por Rafael de Ibarbia Serra.
Foi a terceira canção a ser interpretada na noite do festival, a seguir à canção britânica "Long Live Love", interpretada por Olivia Newton-John e antes da canção norueguesa "The first day of love"', interpretada por Anne Karine Strøm. A canção espanhola terminou em nono lugar (17 países), tendo recebido dez pontos.